# ناو لایپزیش (۱۹۳۱)
ناو لایپزیگ (به انگلیسی: German cruiser Leipzig) یک کشتی بود که طول آن ۱۷۷ متر (۵۸۰ فوت ۹ اینچ) بود. این کشتی در سال ۱۹۲۹ ساخته شد.